# Viburnum trilobum
Viburnum trilobum é uma espécie do gênero botânico Viburnum, da família das Adoxaceae
É nativa do norte da América do Norte. Tem uma relação muito próxima com a espécie Viburnum opulus da Europa e Ásia, sendo tratada frquentementemente como uma variedade ou subespécie dela. Por isso é normamelmente denominada de ‘’Viburnum opulus’’ L var. americanum Ait., ou  Viburnum opulus subsp. trilobum (Marshall) Clausen.
A planta é um arbusto de folhas caducas podendo crescer até 4 metros de altura. A casca é cinzenta, áspera, com uma textura escamosa. A copa  é muito densa e os galhos possuem uma cor vermelho acinzentado. As folhas são opostas, com três lóbulos, 6 a 12 cm de comprimento e 5 a 10 cm de largura, com a base arredondada e as bordas serrilhadas. Superficialmente são muito semelhantes as folhas do bordo, podendo ser diferenciadas facilmente  pela rugosidade da superfície e nervuras.  As gemas das folhas são verdes e escamosas.
As flores são brancas formando uma panícula no alto das hastes com até 13 cm de diâmetro; cada panícula é formada por um anel exterior de 2 a 2,5 cm de diâmetro formado de flores estéreis com pétalas conspícuas, cercando um centro pequeno (5 mm) de flores férteis. As flores são polinizadas por insetos.
A fruta é uma drupa oblonga e vermelha com 15 mm de comprimento e 12 mm de largura, contendo uma única semente. A frutificação da planta ocorre com aproximadamente 5 anos de idade. A propagação da planta ocorre através dos animais, principalmente os pássaros, que comem os frutos com as sementes, que são eliminadas em outros locais.